# Boadilla del Monte
Boadilla del Monte, ou simplesmente Boadilla, é um município de Espanha pertencente à Comunidade de Madrid, situado na zona oeste da área metropolitana da capital. Em 2016 contava com uma população de 49.762 habitantes.
É o terceiro município mais próspero de Espanha, com uma renda bruta média de 52.770 euros por habitante.